# 卡諾電池
卡諾電池是一種將電能存在儲熱裝置的儲能技術。此系統將電能轉成熱存在熱儲能裝置中，在需要用電時，儲存的熱能可經由轉換產生電能。
此名稱中的“卡諾”是來自熱力學卡諾定理，其解釋了熱能轉成機械能的最大效率。而“電池”代表此技術是用來存放電能。
此概念在約100年前的專利中出現過，但並沒有實際應用。直到近幾年因為再生能源使用的增加，才受到更多關注。
德國航空太空中心以及斯圖加特大學在2014年開始研究將電能存在高溫熱儲能裝置的概念。在2018年的漢諾瓦工業博覽會，卡諾電池這個概念第一次被正式使用。然而，卡諾電池的概念包含了其它已經發展多年的技術，例如：熱泵儲能和液態空氣儲能。

## 系統配置
卡諾電池可分成三個部份：電轉熱、熱儲存、以及熱轉電。
- 電轉熱有許多方法。例如：電阻加熱、熱泵、或是其它熱力學或熱化學反應。
- 熱儲能的技術會依據溫度和應用而有所不同。常見的儲存材料有：熱水、熔鹽、岩石、液態空氣等。
- 熱轉電可以透過：熱機、蒸汽渦輪機、燃氣渦輪機等。